# Timpanoplastia

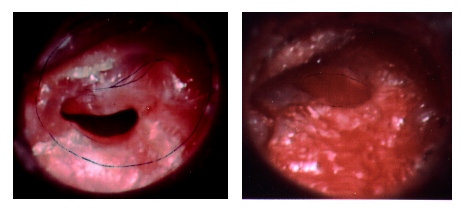
Antes e depois de uma timpanoplastia.

A timpanoplastia é um procedimento cirúrgico que tem como finalidade reconstruir a membrana timpânica, restabelecer a proteção da janela redonda, restaurar o mecanismo condutivo do som, melhorar a capacidade auditiva e controlar a ocorrência de otorreia, esta secreção pode ter diversas causas, como infecções no ouvido externo ou médio, ou até mesmo lesões mais sérias no crânio. A forma como a otorreia se manifesta, ou seja, se de forma aguda ou crônica, pode indicar a gravidade do problema e a necessidade de uma avaliação médica imediata.(v. Miringoplastia) ou para a reconstrução da cadeia ossicular destruída.

## Por que se faz
Em um ouvido normal, as ondas sonoras são conduzidas do tímpano para a janela oval do ouvido interno por uma cadeia de três ossículos,  é uma estrutura fundamental para a nossa audição, composta por três ossículos localizados no ouvido médio: o martelo, a bigorna e o estribo. Além desses ossículos, o músculo estapédio também desempenha um papel importante nessa cadeia.. A otite média crônica pode provocar a lise ou a erosão desses ossículos, comprometendo a transmissão do som. Em tais casos, a timpanoplastia proporciona a única oportunidade de recuperar a audição perdida.

## [6]Resultados
O sucesso da timpanoplastia é caracterizado pelo fechamento total da perfuração da membrana timpânica, pela formação de um neotímpano, pela ausência de lateralização e pela obtenção de resultados audiológicos satisfatórios.
A timpanoplastia controla a otorreia e resulta em uma melhoria da audição na maioria dos casos, contudo, em alguns casos não se pode garantir um resultado satisfatório. A taxa de sucesso da timpanoplastia em pacientes pediátricos é inferior à observada em adultos, apresentando uma variação entre 35% e 95%.